# Povl Eller
Povl Henrik Eller (8. november 1925 i Varde – 12. januar 1989) var en dansk museumsmand og historiker.
Povl Ellers far var præst i Varde. Povl Eller var optaget af grundtvigianismen, og overvejede at blive højskolelærer. Men efter at være blevet cand. mag. i historie og fransk fra Københavns Universitet i 1953 blev han i stedet ansat ved portrætgalleriet på Det Nationalhistoriske Museum på Frederiksborg Slot efter Povl Bagges anbefaling. Som følge af denne stilling udgav Eller en række værker der afspejlede hans forskning på stedet, bl.a. Adam Oehlenschlåger portrætter (1958), N.F.S. Grundtvig portrætter (1962) og Portrætsamlingen på Gammelkjøgegaard (1970).
Han blev dr. phil. i 1971 med disputatsen Kongelige portrætmalere i Danmark 1630-1682 (udgivet samme år). Herefter fulgte en række studier af mere efterforskende karakter, bl.a. Hvad blev der af portrætterne på Hirschholm slot (1972), Borgerne og billedkunsten i Helsingør på Christian 4.s tid (1975) og Grundtvig på grundlovsbilledet (1975). Derudover skrev Eller en række værker om Frederiksborg Slots historie, bl.a. Salvingerne på Frederiksborg (1976), Compenius-orgelets historie (i Dansk årbog for musikforskning, bind 17 (1986)), samt museets officielle guidebog (1978). Desuden udarbejdede Eller ikonografierne til Dansk Biografisk Leksikon 3. udgave. 
I 1976 blev Povl Eller direktør for Frederiksborgmuseet, og han blev sine grundtvigianske rødder tro ved bl.a. i 1983 at arrangere udstillingen i anledning af 200-året for Grundtvigs fødsel.
26. maj 1982 blev han optaget i Det kongelige danske Selskab for Fædrelandets Historie.